# Valacchia
La Valacchia (Valahia o Ţara Românească in romeno; Valachia in latino) è una regione storico-geografica della Romania, delimitata a sud e a est dal Danubio, a nord dai Carpazi Meridionali, a ovest dalle gole delle Porte di ferro. A nordest i fiumi Siret e Milcov la separano dalla Moldavia. Il fiume Olt la divide inoltre in due subregioni: l'Oltenia a ovest e la Muntenia a est. Corrisponde alla regione occupata anticamente dai Valacchi.
Detta anche Ungaro-Valacchia (per il suo legame di vassallaggio feudale con il Regno apostolico d'Ungheria), la Valacchia è stato un antico principato danubiano che unito alla Moldavia generò il regno di Romania. Una leggenda dice che nel 1290 Negru Vodă, un principe rumeno, venne dal sud della Transilvania (Făgăraș), e fondò qui un nuovo principato Vlahia o Țara Româneascǎ. La Valacchia divenne uno stato di fatto indipendente nel 1330 sotto Basarab I (1310 - 1352). Si suppone che Negru-Vodă e Basarab I siano in realtà la medesima persona.   
La regione è principalmente costituita da una pianura alluvionale.

## Il periodo romano e prefeudale
Nel I secolo a.C. le genti stanziate nella zona infracarpatica si unirono con l'intenzione di costituire uno Stato, la Dacia, la quale fu annessa all'impero romano dopo una vittoriosa campagna bellica condotta da Traiano nel 106 d.C. Il controllo della regione fu perso nel 271 a causa della crisi che l'impero stava attraversando nel III secolo e la regione fu lasciata nella completa anarchia. Nel periodo feudale, l'antica Dacia fu attraversata da importanti flussi migratori, Goti, Unni, Gepidi, Avari, Slavi che occuparono il territorio nel VII secolo.

## Lo Stato feudale di Valacchia e la lotta contro gli ottomani
La creazione dello Stato di Valacchia fu il risultato dell'unificazione, nel XIV secolo, di vari organismi politici (voivodati, knezat, "regioni") esistenti fra i Carpazi e il Danubio, che si posero sotto la protezione del Regno d'Ungheria, assumendo la denominazione ufficiale di Ungro-Valacchia (Ungaro-Valacchia). Giovanni Basarab (o Basarab I) ottenne l'indipendenza della Valacchia lottando prima con i Tartari (1325-28) e successivamente, a Posada nel 1330, bloccando l'esercito del re di Ungheria Carlo Roberto d'Angiò intervenuto per far rispettare i suoi diritti sul regno.
Il nuovo stato non ebbe vita facile essendo minacciato dagli ottomani sin dalla fine del XIV secolo: nel 1393 Bayezid I invase il principato e, dopo la vittoria di Nicopoli, costrinse il principe valacco Mircea il Vecchio a riconoscersi come tributario degli ottomani conservando comunque una certa indipendenza. Le prime rivolte contro i Turchi scoppiarono nel 1444 e nel 1448, ma ottennero scarso successo. Nel 1461-62, durante il regno del principe voivode Vlad III di Valacchia (detto Vlad l'impalatore), si riuscì a difendere la Valacchia da Mehmed II (ancora oggi Vlad è considerato come il difensore della patria e della religione Ortodossa in Romania), ma la sconfitta che ne seguì portò alla perdita totale dell'indipendenza. Il principato conservò solamente la propria autonomia amministrativa interna, la libertà di religione e il suo principe che continuò ad essere eletto dall'arcivescovo metropolitano e dai nobili, mentre il sultano si riservava il diritto di confermarlo e di esigere un pesante tributo.
Nel corso del XVI secolo i Turchi inasprirono il dominio sulla regione e il voivoda Michele il Bravo sollevò il popolo contro gli oppressori (1594). Alleato del principe di Transilvania, Sigismondo Báthory, e del voivoda di Moldavia conquistò la fortezza di Giurgiu nel 1585 e dopo anni di lotta riuscì a cacciare i Turchi dal principato (1598). Conquistò nel 1599 la Transilvania con l'aiuto dell'imperatore Rodolfo II d'Asburgo e, dopo l'annessione della Moldavia, realizzò per la prima volta l'unione di tutti i Romeni (1600); galvanizzato da questi successi, osò tenere testa all'imperatore, che nel 1601 lo fece uccidere.
Dopo la morte di Michele i Turchi ritornarono in forze nella regione e imposero nuovi tributi. La lotta comunque non si fermò e continuò grazie al voivoda Matei Basarab. Nel 1711 la protezione russa controbilanciò la potenza turca, ma il voivoda Costantino Brîncovenau venne giustiziato a Costantinopoli per aver firmato un accordo antiottomano con Pietro il Grande. Il XVI e XVII secolo furono un periodo molto brillante per lo sviluppo culturale del principato. Bucarest, designata definitivamente come capitale nel 1659, accolse la fastosa vita di corte dei voivodi che favorirono l'istruzione fondando diverse scuole e nel 1678 fu istituita la prima stamperia, furono edificate belle chiese e nuovi monasteri grazie anche ad architetti italiani.

## La Valacchia sotto il regime fanariota (1716-1821)
Dopo la morte dell'ultimo voivode di Valacchia, i Turchi affidarono l'amministrazione del principato a gospodari nominati ogni tre anni e scelti tra le famiglie greche di Costantinopoli, i Fanarioti. Nonostante l'abolizione della servitù, proclamata nel 1856 da Costantino Mavrocordato gospodaro di Moldavia e gospodaro di Valacchia, la vita dei Valacchi restò comunque miserabile, mentre i ceti elevati furono contagiati dal lusso dei Fanarioti e si ellenizzarono o si orientalizzarono a scapito dei sentimenti nazionalisti.
Nella seconda metà del Settecento, tuttavia, in Valacchia iniziò a farsi sentire l'influenza della Russia; grazie al Trattato di Küçük Kaynarca del 1774, Caterina II si assicurò una possibilità di intervento negli affari del Paese: infatti, in base all'accordo “la Sublime porta" permette che, secondo le circostanze, i ministri della corte imperiale di Russia possano intervenire in favore dei due principati”. Con la pace di Iași, nel 1792 e nel 1802, la Russia ottenne un certo diritto di supervisione sulla nomina e la gestione dei gospodari. I Turchi, in spregio a questa convenzione, revocarono il gospodaro Costantino Ypsilanti nel 1806 e la Russia invase la Valacchia (1806 – 1812).
All'inizio del XIX secolo si risvegliò la coscienza nazionale romena e iniziarono le rivolte per liberare il Paese dalla tutela ottomana. Il movimento rivoluzionario, guidato da Tudor Vladimirescu, si associò per qualche tempo all'eteria, costituita nel 1814 dal figlio di Costantino, Alexandros Ypsilanti. Tudor sollevò l'Oltenia, liberò Bucarest ma entrò in conflitto con gli eteristi, che lo fecero giustiziare. La rivolta portò comunque alla sostituzione dei Fanarioti con principi autoctoni.
Nel 1828 scoppiò una nuova guerra russo-turca e la Valacchia fu occupata dalle truppe zariste; durante questo periodo di amministrazione militare, furono gettate le basi per la creazione di un moderno stato: i “regolamenti organici” (1831-31) introdussero la carica a vita del gospodaro da parte dei grandi boiari e instaurano “pubbliche assemblee”.
Influenzati dai moti del 1848, i Valacchi, insorsero e deposero il principe Gheorghe Bibescu, ma causarono l'intervento della Porta e del governo zarista: il trattato turco-russo di Balta Liman restaurò il regime dello statuto organico.
Dopo il fallimento della rivoluzione del 1848, Valacchia e Moldavia approfittarono delle circostanze internazionali (guerra di Crimea) per realizzare il loro progetto di unione. Alla fine della guerra, il congresso di Parigi si offrì di consultare l'intera popolazione romena sul problema dell'unificazione, che si pronunciò favorevolmente alla creazione di uno Stato nazionale. Ma le potenze straniere, accogliendo l'opposizione di Impero ottomano, Impero austro-ungarico e Gran Bretagna, rifiutarono di riconoscere l'unione e con il nome “Principati riuniti di Moldavia e di Valacchia” mantennero divisi i due Paesi, sempre sottoposti all'autorità ottomana. Ma il popolo dei due principati elesse nel 1859 come proprio sovrano lo stesso principe regnante Alessandro Giovanni Cuza e la Turchia dovette accettare questa decisione nel 1861. Il 4 gennaio 1862 l'unità costituzionale venne legalmente proclamata e Bucarest divenne la capitale dello stato moldavo-valacco.